# Вюрзелен
Вюрзелен (нім. Würselen) — місто в Німеччині, знаходиться в землі Північний Рейн-Вестфалія. Підпорядковується адміністративному округу Кельн. Входить до складу району Аахен.
Площа — 34,385 км2. Населення становить 38 496 ос. (станом на 31 грудня 2020).